# Xã Moss Creek, Quận Carroll, Missouri
Xã Moss Creek (tiếng Anh: Moss Creek Township) là một xã thuộc quận Carroll, tiểu bang Missouri, Hoa Kỳ. Năm 2010, dân số của xã này là 102 người.